# Левковка (Хмельницкая область)
Левковка (укр. Левківка) — село в Староконстантиновском районе Хмельницкой области Украины.
Население по переписи 2001 года составляло 801 человек. Почтовый индекс — 31146. Телефонный код — 3854. Занимает площадь 2,804 км². Код КОАТУУ — 6824288003.

## Местный совет
31146, Хмельницкая обл., Староконстантиновский р-н, с. Сербиновка

## Достопримечательности
- Недалеко от села расположен комплексный памятник природы с названием Левковская.

## Известные уроженцы
- Соломуха, Пётр Иванович — белорусский политический деятель.
- Корженевский, Леонид Макарович[укр.] — украинский певец и композитор[1].